# Graduation (DEENのアルバム)
『Graduation』（グラデュエイション）は、2011年6月15日に発売された、DEENの21作目のアルバム。

## 解説
- 前作『クロール』以来、約1年半振りのオリジナルアルバム。
- 『卒業』をテーマに制作されたコンセプチュアルアルバム。
- 過去に発表されたオリジナルアルバムのタイトルが曲名になっている。

## 収録曲

### Disc 1：Graduation
1. Brand New Wing
  - 作詞:池森秀一　作曲・編曲:田川伸治

38thシングル。
2. I wish
  - 作詞:池森秀一　作曲・編曲:山根公路
3. The DAY 〜僕らは終わらない〜
  - 作詞:池森秀一　作曲:池森秀一、時乗浩一郎　編曲:田川伸治
4. 'need love
  - 作詞:池森秀一、田川伸治　作曲・編曲:田川伸治
5. pray
  - 作詞:池森秀一　作曲:池森秀一、近藤薫　編曲:大平勉
6. UTOPIA
  - 作曲・編曲:田川伸治
7. ROAD CRUISIN' 〜ジョニーとルーシーの物語〜
  - 作詞:池森秀一　作曲・編曲:田川伸治
8. Diamonds 〜絆〜
  - 作詞・作曲:池森秀一　編曲:大平勉
9. NEXT STAGE
  - 作詞:池森秀一　作曲・編曲:山根公路
10. LOVERS CONCERTO 〜上海ロックスターEpisode2〜
  - 作詞:山根公路、時乗浩一郎　作曲・編曲:山根公路
11. 卒業
  - 作詞:池森秀一　作曲・編曲:山根公路

### Disc 2：Ballads in Blue II〜The greatest hits of DEEN〜(初回生産限定盤のみ)
1. Blue eyes 〜Strings Style〜 Introduction
  - 作曲:山根公路　編曲:時乗浩一郎
2. 思いきり 笑って
  - 作詞:川島だりあ　作曲:織田哲郎　編曲:長岡成貢

1stアルバム『DEEN』収録曲。本作に収録されているのは、カバーアルバム『DEEN The Best キセキ』に収録されているバージョン。
3. 永遠の明日〈Ballad Version〉
  - 作詞・作曲:池森秀一　編曲:DEEN、時乗浩一郎

34thシングル。本作に収録されているのは、9thアルバム『DEEN NEXT STAGE』に収録されているバージョン。
4. ノスタル〜遠い約束〜（Acoustic Version）
  - 作詞:池森秀一　作曲・編曲:山根公路

9thアルバム『DEEN NEXT STAGE』収録曲。本作に収録されているのは、35thシングル『Celebrate』のカップリングに収録されているバージョン。このバージョンはアルバム初収録。
5. このまま君だけを奪い去りたい
  - 作詞:上杉昇、作曲:織田哲郎、編曲:岩田雅之

31stシングル。1stシングルのセルフカバー。
6. 夢で逢えたら feat.原田知世
  - 作詞・作曲:大瀧詠一　編曲:DEEN、時乗浩一郎

23rdシングル。原田知世とのコラボレーション作品。シングルバージョンはアルバム初収録。
7. Celebrate
  - 作詞:池森秀一　作曲:山根公路　編曲:山根公路、時乗浩一郎

35thシングル。シングルバージョンはアルバム初収録。
8. 翼を風に乗せて〜fly away〜（Al Schmitt MIX）
  - 作詞:池森秀一　作曲:鈴木寛之　編曲:DEEN

25thシングル。本作に収録されているのは、6thアルバム『UTOPIA』に収録されているバージョン。
9. Hello, my friend
  - 作詞・作曲：松任谷由実　編曲：田川伸治

37thシングル『coconuts feat.kokomo』のカップリング曲。松任谷由実のカバー。アルバム初収録。
10. i...
  - 作詞:池森秀一　作曲:土田則之　編曲:DEEN、大平勉

5thアルバム『pray』収録曲。
11. 少年　featuring Lynx
  - 作詞:池森秀一　作曲:山根公路、田川伸治　編曲:DEEN、時乗浩一郎

8thシングル両A面曲。本作に収録されているのは、カバーアルバム『和音〜Songs for Children〜』に収録されているバージョン。
12. 夢であるように
  - 作詞:池森秀一　作曲:DEEN　編曲:島健

13thシングル。本作に収録されているのは、カバーアルバム『DEEN The Best キセキ』に収録されているバージョン。
13. 瞳そらさないで
  - 作詞:坂井泉水　作曲:織田哲郎　編曲:長岡成貢

5thシングル。本作に収録されているのは、カバーアルバム『DEEN The Best キセキ』に収録されているバージョン。
14. 歌に願いを 〜SONG FOR YOU〜
  - 作詞:池森秀一　作曲:シオダマサユキ　編曲:DEEN

7thアルバム『ROAD CRUISIN'』収録曲。
15. Blue eyes 〜Strings Style〜
  - 作詞:池森秀一　作曲:山根公路　編曲:時乗浩一郎

ベストアルバム『Ballads in Blue〜The greatest hits of DEEN〜』収録曲。本作に収録されているのは、11thアルバム「クロール」に収録されているバージョン。

### DVD：DEEN LIVE JOY Break-15 〜HISTORY〜 2011/01/22 at中野サンプラザ(初回限定生産盤のみ)
1. DREAMIN'
2. 広い世界で君と出会った
3. Teenage dream
4. 蒼い戦士たち
5. 恋人よ、夢も嘘もすべて
6. FOREVER
Dancin' alone
すてちまえ!
瞳そらさないで
君さえいれば
Burning my soul
Sha･la･la･la 〜I wish〜
リトル・ヒーロー
眠ったままの情熱
7. i...